# Giacomo Ceconi
Giacomo Ceconi (Pielungo, 29 settembre 1833 – Udine, 18 luglio 1910) è stato un imprenditore italiano.

## Biografia
Giacomo Ceconi nasce il 29 settembre del 1833 in Val Nespolaria, una località della Val d'Arzino adiacente all'abitato di Pielungo. La sua famiglia è di umili origini ed è gestita dalla madre, Maddalena Guerra, detta la Biela di Cerdevol. Giacomo parte analfabeta da Pielungo nel 1851 e giunge a Trieste, allora città ricca di spunti culturali, per imparare il mestiere di assistente edile. Il giovane Ceconi frequenta i corsi serali apprendendo in poco tempo le basi del disegno geometrico. Con il conseguimento di queste nuove abilità, da manovale diviene muratore e, una volta conquistata la fiducia dei propri datori di lavoro, ottiene degli incarichi di particolare importanza.

### Opere realizzate nell'Impero Austro-Ungarico
A partire dal 1857, Giacomo Ceconi si mise in proprio e, a capo di un gruppo di operai compaesani, portò a termine la costruzione dell'importante viadotto ferroviario di Borovnica e della ferrovia che univa Klagenfurt a Maribor. Non ancora venticinquenne, ottiene appalti di lavori ferroviari in Croazia, in Carinzia e anche in Ungheria. Ma è solo nel 1865 che si comincia a delineare la figura del Ceconi impresario: costruisce i fabbricati lungo la linea Sopron - Sabaria, si aggiudica i lavori sulla ferrovia che unisce Verona al Tirolo, erigendo inoltre le stazioni di Vipiteno, Colle Isarco, Brennero e Gries.
Importanti sono le opere ferroviarie che realizza, sempre nell'Impero Asburgico, nel triennio 1869-1871: le linee da Kreuzstetten a Miroslav e da Hrušovany nad Jevišovkou a Znojmo. Dal 1872 al 1875 costruisce le stazioni ferroviarie di Fiume e di San Pietro del Carso. Successivamente è impegnato in Baviera e nel biennio 1877 - 1879, realizza le stazioni di Tarvisio e di Pontebba. Verso la fine degli anni settanta posa in opera il tratto ferroviario Pontebba-Tarvisio.
Nel 1879, l'Impero Asburgico gli assegna la cittadinanza austriaca ammutolendo in questo modo le proteste che l'imprenditoria asburgica aveva sollevato contro «il costruttore straniero che prevaleva sui concorrenti».

### Il traforo dell'Arlberg
Il traforo ferroviario dell'Arlberg fa parte della ferrovia Bludenz-Innsbruck, che unisce la Svizzera occidentale ed il Vorarlberg al Tirolo. L'apertura della nuova linea ferroviaria è stata un avvenimento di notevole importanza internazionale, ma anche di grande interesse locale e nazionale.

### Le ultime opere del Ceconi
Negli anni 1885 - 1887 attende alla linea Tábor - Horní Cerekev, realizzando in tale occasione il viadotto di Cervena, il secondo per altezza della monarchia asburgica con i suoi 67 metri. L'opera venne innalzata senza l'ausilio di armature.
Si dedica quindi a lavori nel porto di Trieste e in varie località portuali della Sardegna fino al 1900. Ormai in età avanzata, chiude la sua attività imprenditoriale, lontano dal suo paese natale, con la costruzione della galleria di Wochein o Bohinj in sloveno, sulla linea Jesenice-Trieste S.Andrea, tratto finale della linea "Transalpina" Boemia-Trieste
Muore a Udine il 18 luglio 1910. Suo figlio Mario, avuto dalla quarta moglie, è stato uno scultore.

## Il castello Ceconi di Pielungo

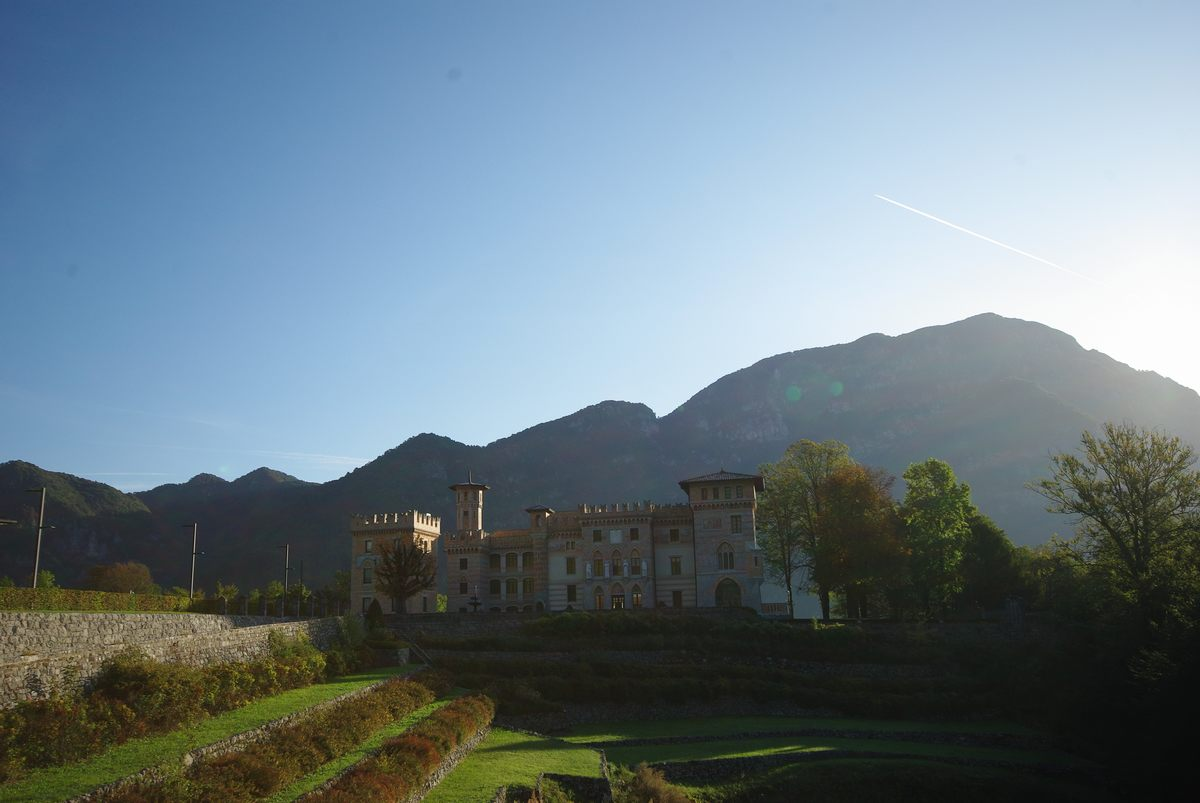
Castello Ceconi

Il conferimento del titolo di conte della Corona d'Italia richiedeva che Giacomo Ceconi erigesse una residenza dalle caratteristiche e dalle proporzioni di un castello. Il Ceconi decise allora di costruire una villa, che avrebbe dovuto tenere legati i suoi discendenti alla natale Pielungo. Per attendere di persona alla progettazione e alla costruzione di tale residenza nobiliare, Giacomo Ceconi si trattenne sempre più frequentemente e per lungo tempo nel suo borgo natio.
(A. Filippuzzi)
Lo dimostrano le statue di quattro poeti: Dante Alighieri, Francesco Petrarca, Ludovico Ariosto e Torquato Tasso, statue erette a decorare la facciata del palazzo.

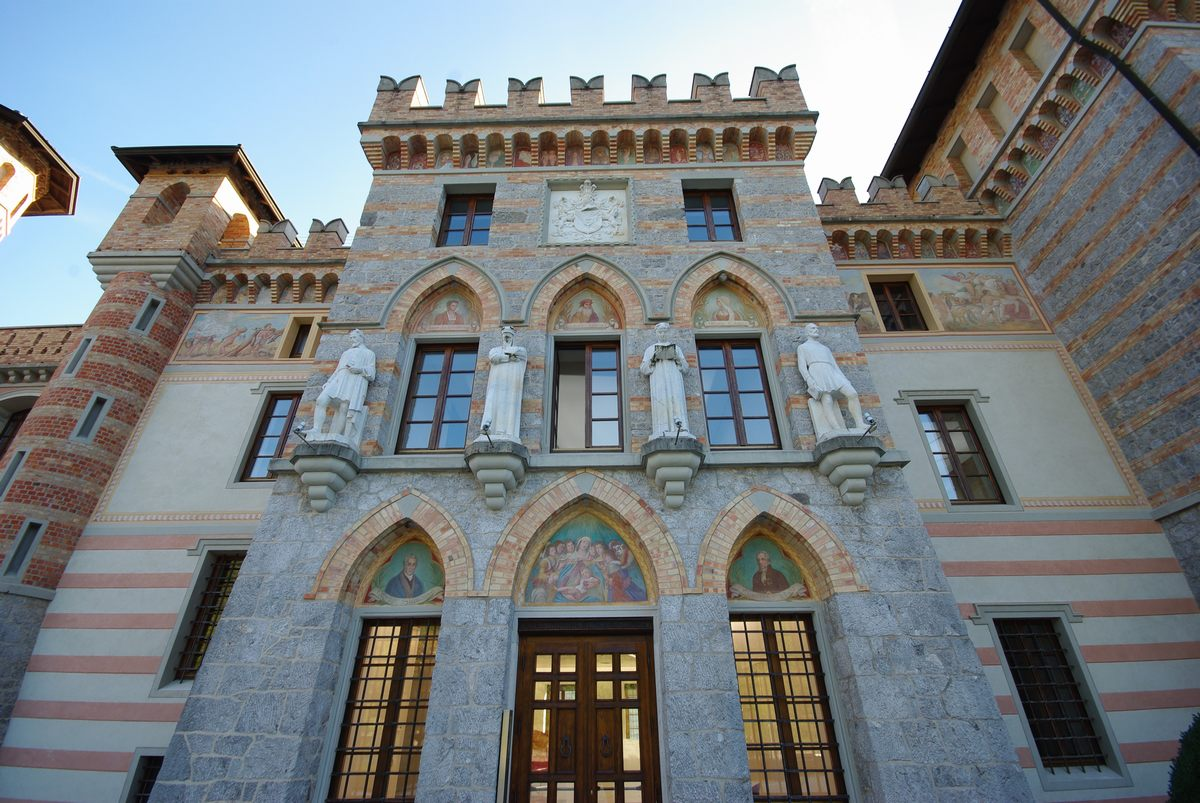
Castello Ceconi

### Sviluppi recenti
Dopo l'ultima guerra l'edificio venne ceduto all'Ente Provinciale di Economia Montana. A detto ente la famiglia Ceconi aveva già devoluto tutto il terreno boschivo, acquistato e ripopolato dal conte. L'ente pubblico provvide all'opera di restauro del palazzo, che tuttavia ebbe a subire nuove mutilazioni a seguito del terremoto.
Il 24 luglio 2008 il maniero è passato definitivamente nelle mani dell'azienda Graphistudio che, oltre al castello, ha acquistato anche l'annessa foresta di faggi.

## Foresta Regionale Conte Ceconi
Nel 1912 la società friulana Pro montibus et sylvis conferisce il diploma di benemerenza all'ormai scomparso Conte Ceconi per i rimboschimenti eseguiti dal 1890 al 1908. La zona della Val d'Arzino appariva in quel periodo come luogo di «frane disastrose» e «misero squallore». Il Ceconi si rese a questo scopo promotore di rimboschimenti su grande scala: si valuta che dal 1890 al 1908 mise a dimora circa 1.900.000 piantine (fra cui molti pini, abeti e larici) tutte in terreni di sua proprietà. Al lavoro di impianto ne conseguì poi uno di sostituzione e manutenzione accurata dei boschi, che venne continuato anche dopo la morte del Conte.
Nel 1982 la "Foresta Ceconi" è passata in proprietà alla Regione Autonoma Friuli Venezia Giulia, che la gestisce sulla base dei Piani di gestione forestale.

## Riconoscimenti
A Giacomo Ceconi è stato intitolato l'omonimo I.P.S. nel comune di Udine.

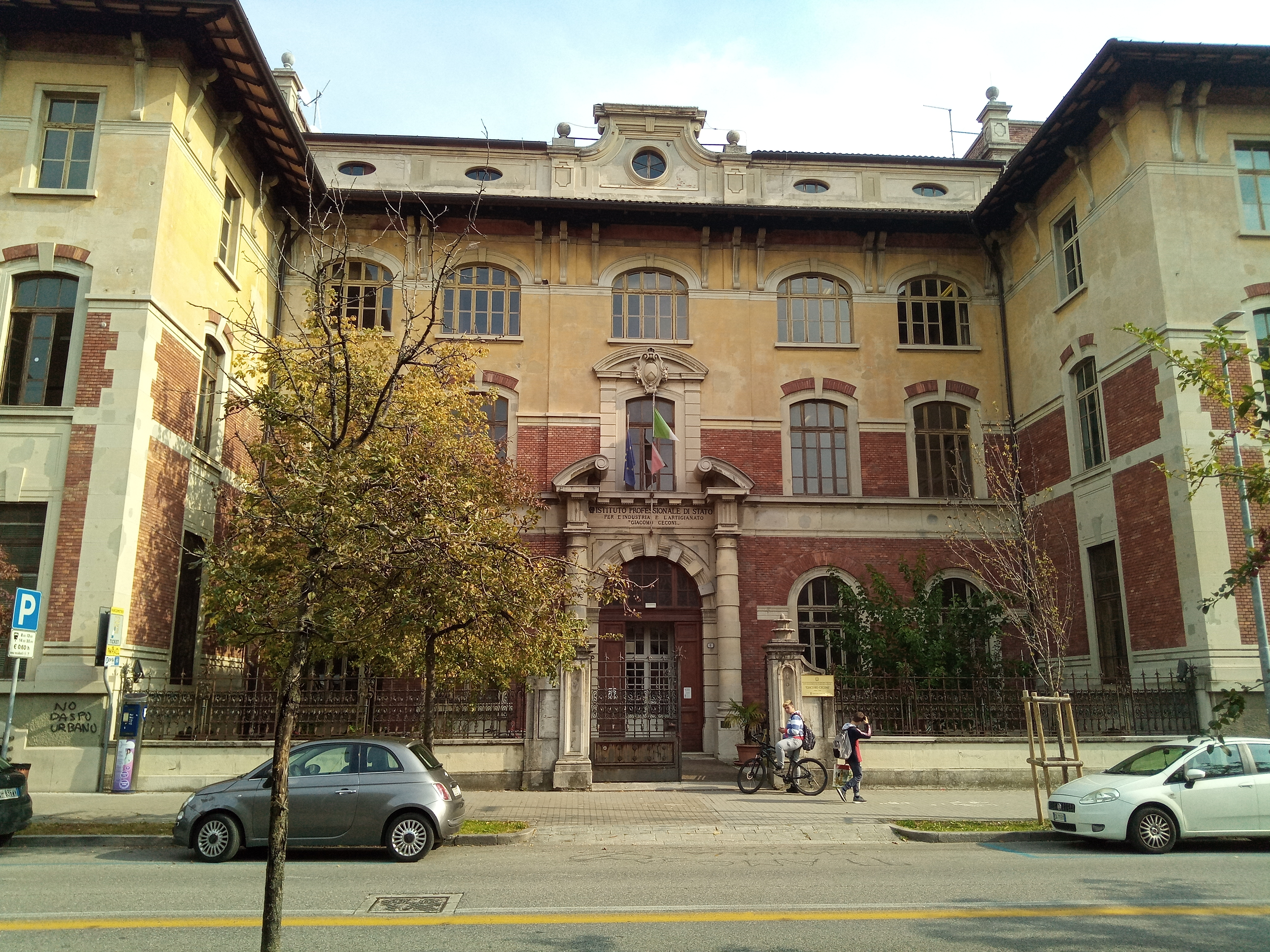
ingresso dell'istituto professionale Ceconi a Udine